# Hopfeesten Meldert
Op de eerste zondag van september wordt er tijdens de Hopfeesten Meldert traditioneel hop geplukt in Meldert. Eeuwenlang was de heuvelachtige regio van Aalst, Affligem en Asse een van de rijkste hopstreken van Europa.
Ter ere van het ‘groene goud’ – zoals de hop vroeger werd genoemd – worden de Hopfeesten in Meldert georganiseerd. Iedereen kan er dan de teelt, pluk en verwerking van de hopbellen ontdekken. Er wordt ook telkens een hopplukwedstrijd gehouden, waarbij de hopbellen met de hand worden geoogst. Daarnaast is er ook heel wat randanimatie voor groot en klein.

## Geschiedenis
De hopteelt werd hier door de Abdij van Affligem in de middeleeuwen geïntroduceerd en bracht rijkdom en aanzien voor de hele regio. De oudere bewoners vertellen graag dat ze vroeger uren konden wandelen zonder de groene hopvelden vol metershoge staken en sierlijk opklimmende ranken te verlaten.
Na de Tweede Wereldoorlog ging het plots steil bergaf met de hopteelt. In Meldert willen ze deze traditie niet laten verloren gaan. Daarom werd in 2006/2009 een hopveld aangelegd in de Nedermolenstraat. Het gaat om een typisch draadveld waarbij de hopplant langs de draden opklimt. Met een Leerling-Meestertraject werd het vakmanschap van het hop telen ook doorgegeven aan een jongere generatie.